# Houssem Aouar
Houssem Aouar (ur. 30 czerwca 1998 w Lyonie) – algiersko-francuski piłkarz, występujący na pozycji pomocnika w saudyjskim klubie Al-Ittihad oraz w reprezentacji Algierii. Były reprezentant Francji. Uczestnik Pucharu Narodów Afryki 2023.

## Młodość
Jest pochodzenia algierskiego. W czasach juniorskich trenował w AS Tonkin Villeurbanne, Athletic Club De Villeurbanne i Olympique Lyon.

## Kariera klubowa
W 2016 dołączył do seniorskiego zespołu Lyonu. W rozgrywkach Ligue 1 zadebiutował 16 kwietnia 2017 w zremisowanym 0:0 meczu przeciwko SC Bastia.
11 czerwca 2023 został zawodnikiem Romy, z którą podpisał pięcioletni kontrakt, do 30 czerwca 2028. We włoskim klubie zadebiutował 20 sierpnia w meczu z Salernitaną (2:2).

## Kariera reprezentacyjna
16 marca 2023 postanowił zmienić reprezentację, decydując się na grę dla reprezentacji Algierii. Dla drużyny narodowej tego kraju zadebiutował w meczu przeciwko Ugandzie.